# Cdk2
La cinasa dependiente de ciclina 2, también conocida como Cdk2, es una proteína codificada en humanos por el gen cdk2.

## Función
La proteína Cdk2 pertenece a la familia de las cinasas dependientes de ciclinas con actividad serina/treonina proteína cinasa. Esta cinasa es muy similar a los productos génicos de S. cerevisiae cdc28, y S. pombe cdc2. Es una subunidad catalítica del complejo formado con la cinasa dependiente de ciclina, cuya actividad se restringe a la fase G1/S del ciclo celular y es esencial para la transición entre ambas fases. Esta proteína se asocia y es regulada por las subunidades reguladoras del complejo, que son la ciclina E o la ciclina A. La ciclina E se une a la Cdk2 en la fase G1, ya que es necesaria para que se produzca la transición G1/S mientras que la unión con la ciclina A en necesaria para la progresión de la fase S. La actividad de Cdk2 es regulada por fosforilación. Se han descrito dos variantes transcripcionales del gen de la Cdk2 que codifican diferentes isoformas de la proteína.

## Inhibidores
Se han descrito algunos inhibidores como p21Cip1 (CDKN1A) y p27Kip1 (CDKN1B). Los fármacos que inhiben a la Cdk2 y evitan la progresión del ciclo celular pueden reducir la sensibilidad del epitelio de muchos agentes antitumorales y por ello representa una estrategia como prevención de la alopecia inducida por quimioterapia.

## Regulación génica
Se ha observado que, en melanocitos, la expresión del gen cdk2 es regulada por el factor de transcripción asociado con microftalmia.

## Interacciones

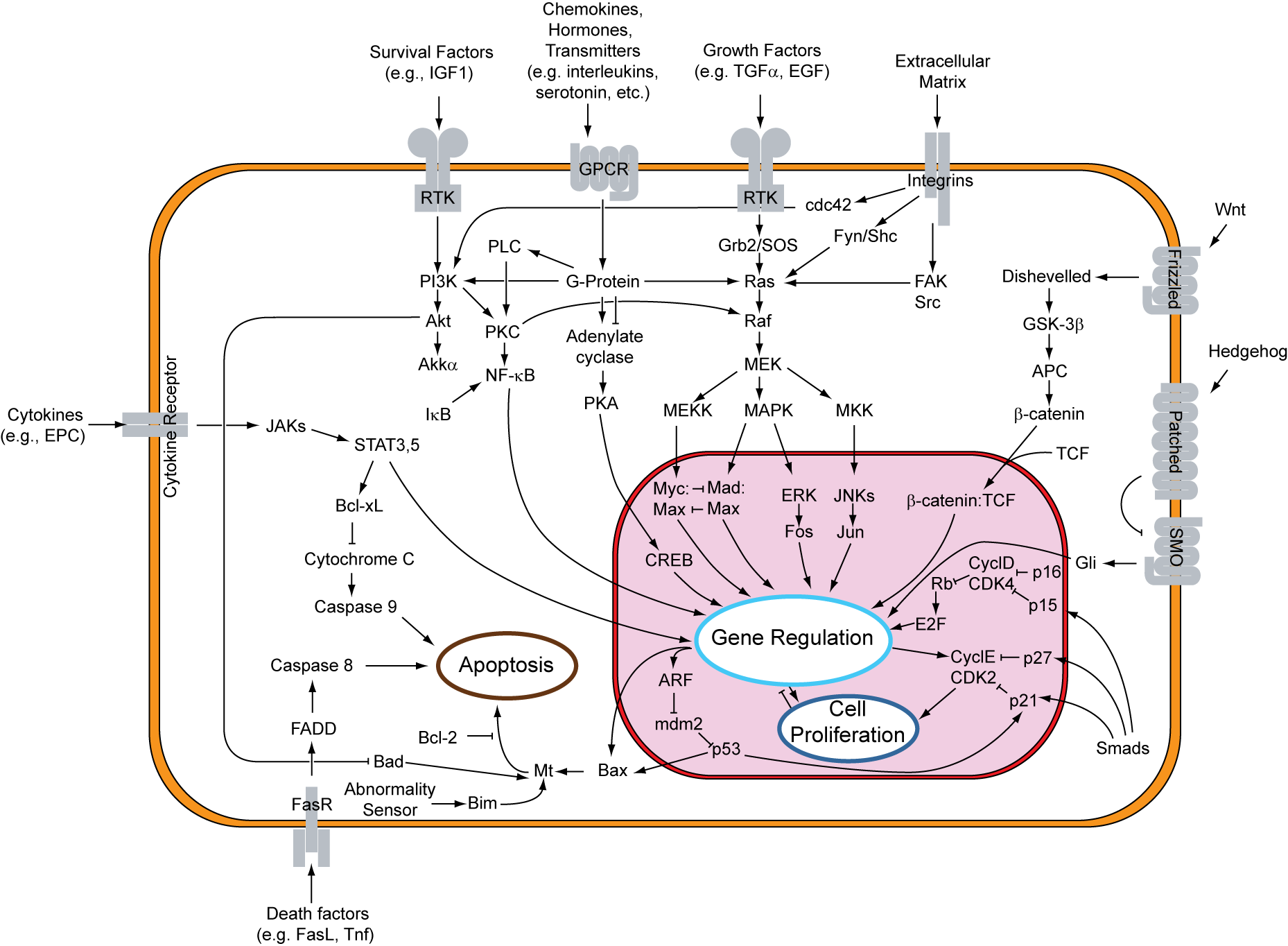
Esquema de las rutas de transducción de señales implicadas en el proceso de apoptosis.

La proteína Cdk2 ha demostrado ser capaz de interaccionar con:
- RBL2[7][8]
- RBL1[7][9]
- FEN1[10]
- CEBPA[11]
- BRCA1[12][13][14]
- PPM1B[15]
- Ciclina A1[16][17][18][19]
- Ciclina E1[20][7][21][22][23][24]
- SKP2[25][26][27]
- PPP2CA[15]
- ORC1L[28]
- CDK2AP1[29]
- CDKN3[30][31][32]
- CDKN1B[33][34][35][25][23]
- p21[36][20][35][32][27]
- Ciclina B3[37]
- Ciclina O[38]